# Rudanci
Rudanci este un sat din comuna Žabljak, Muntenegru. Conform datelor de la recensământul din 2003, localitatea are 40 de locuitori (la recensământul din 1991 erau 28 de locuitori).

## Demografie
În satul Rudanci locuiesc 32 de persoane adulte, iar vârsta medie a populației este de 37,0 de ani (36,6 la bărbați și 37,4 la femei). În localitate sunt 13 gospodării, iar numărul mediu de membri în gospodărie este de 3,08.
Această localitate este populată majoritar de sârbi (conform recensământului din 2003).
|  |

| Demografie | Demografie | Demografie |
| An         | Locuitori  | Locuitori  |
| ---------- | ---------- | ---------- |
|            |            |            |
|            |            |            |
|            |            |            |
|            |            |            |
| 1948       | 107        |            |
| 1953       | 104        |            |
| 1961       | 106        |            |
| 1971       | 91         |            |
| 1981       | 48         |            |
| 1991       | 28         | 28         |
| 2003       | 40         | 40         |

| \| Componența etnică conform recensământului din 2003[2] \| Componența etnică conform recensământului din 2003[2] \| Componența etnică conform recensământului din 2003[2] \| Componența etnică conform recensământului din 2003[2] \| Componența etnică conform recensământului din 2003[2] \| \| ----------------------------------------------------- \| ----------------------------------------------------- \| ----------------------------------------------------- \| ----------------------------------------------------- \| ----------------------------------------------------- \| \| \| \| \| \| \| \| Sârbi \| Sârbi \| \| 32 \| 80% \| \| Muntenegreni \| Muntenegreni \| \| 8 \| 20% \| \| necunoscută \| necunoscută \| \| 0 \| 0% \| |              |  |    |     |
| Componența etnică conform recensământului din 2003 |              |  |    |     |
| |              |  |    |     |
| Sârbi | Sârbi        |  | 32 | 80% |
| Muntenegreni | Muntenegreni |  | 8  | 20% |
| necunoscută | necunoscută  |  | 0  | 0%  |